# Aéroport Al Ghaydah
L'Aéroport Al Ghaydah (en Arabe: مطار الغيضة ) (code IATA : AAY • code OACI : OYGD) est un aéroport yéménite desservant Al Ghaydah.

## Situation
| Ta'izz Socotra Say'un Sana'a Al Ghaydah Aden Ta'izz |

## Compagnies et destinations
Aucune.